# Bryum multiflorum
Bryum multiflorum är en bladmossart som beskrevs av C. Müller 1848. Bryum multiflorum ingår i släktet bryummossor, och familjen Bryaceae. Inga underarter finns listade i Catalogue of Life.